# Giuseppe Seimandi
Giuseppe Seimandi (8 de enero de 1987) es un deportista italiano que compite en tiro con arco, en la modalidad de arco desnudo. Ganó dos medallas en el Campeonato Europeo de Tiro con Arco en Sala, plata en 2024 y oro en 2025.

## Palmarés internacional
| Campeonato Europeo en Sala | Campeonato Europeo en Sala | Campeonato Europeo en Sala | Campeonato Europeo en Sala |
| Año                        | Lugar                      | Medalla                    | Prueba                     |
| -------------------------- | -------------------------- | -------------------------- | -------------------------- |
| 2024                       | Varaždin (Croacia)         | Medalla de plata           | Individual                 |
| 2025                       | Samsun (Turquía)           | Medalla de oro             | Equipo                     |